# تيربات
تيربات (بالإنجليزية: Tirpate)‏ هو مبيد حشري ومبيد للنيماتوسيد . أدرجته وكالة حماية البيئة الأمريكية ضمن قائمة المواد الموقوفة من التصنيع اعتبارًا من عام 1998. تم تصنيفه ضمن المواد الشديدة الخطورة في الولايات المتحدة على النحو المحدد في القسم 302 من قانون التخطيط للطوارئ وحق المجتمع في المعرفة بالولايات المتحدة (42 USC 11002).
يمكن أيضًا استخدام تيربات كعلامة إشعاعية في مزارع النباتات. 